# 大栄環境
大栄環境株式会社（だいえいかんきょう、Daiei Kankyo Co.,Ltd.）は、兵庫県神戸市に本社を置き、廃棄物の収集運搬及び処理処分などを手掛けている企業。東京証券取引所プライム市場上場。

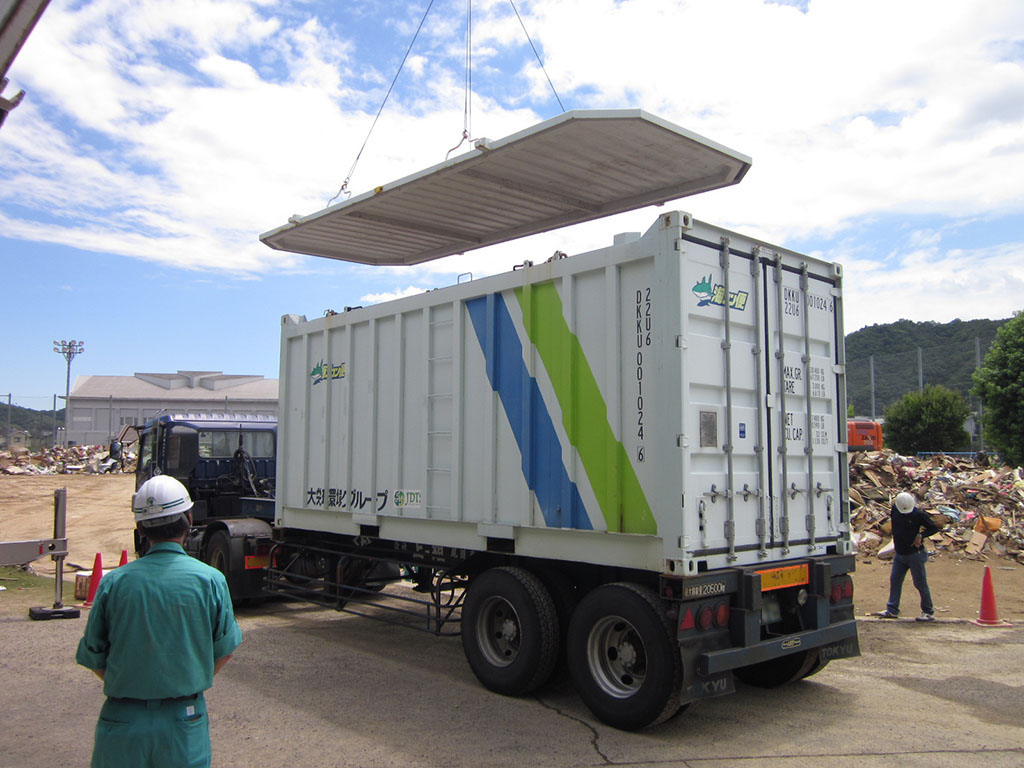
広島県三原市内での、（平成30年7月豪雨）関連の災害ごみ飛散防止のために屋根蓋をクレーンで吊り上げて元通りに蓋をする風景。（2018年7月撮影）
これがこの特殊コンテナの最大の特徴である。

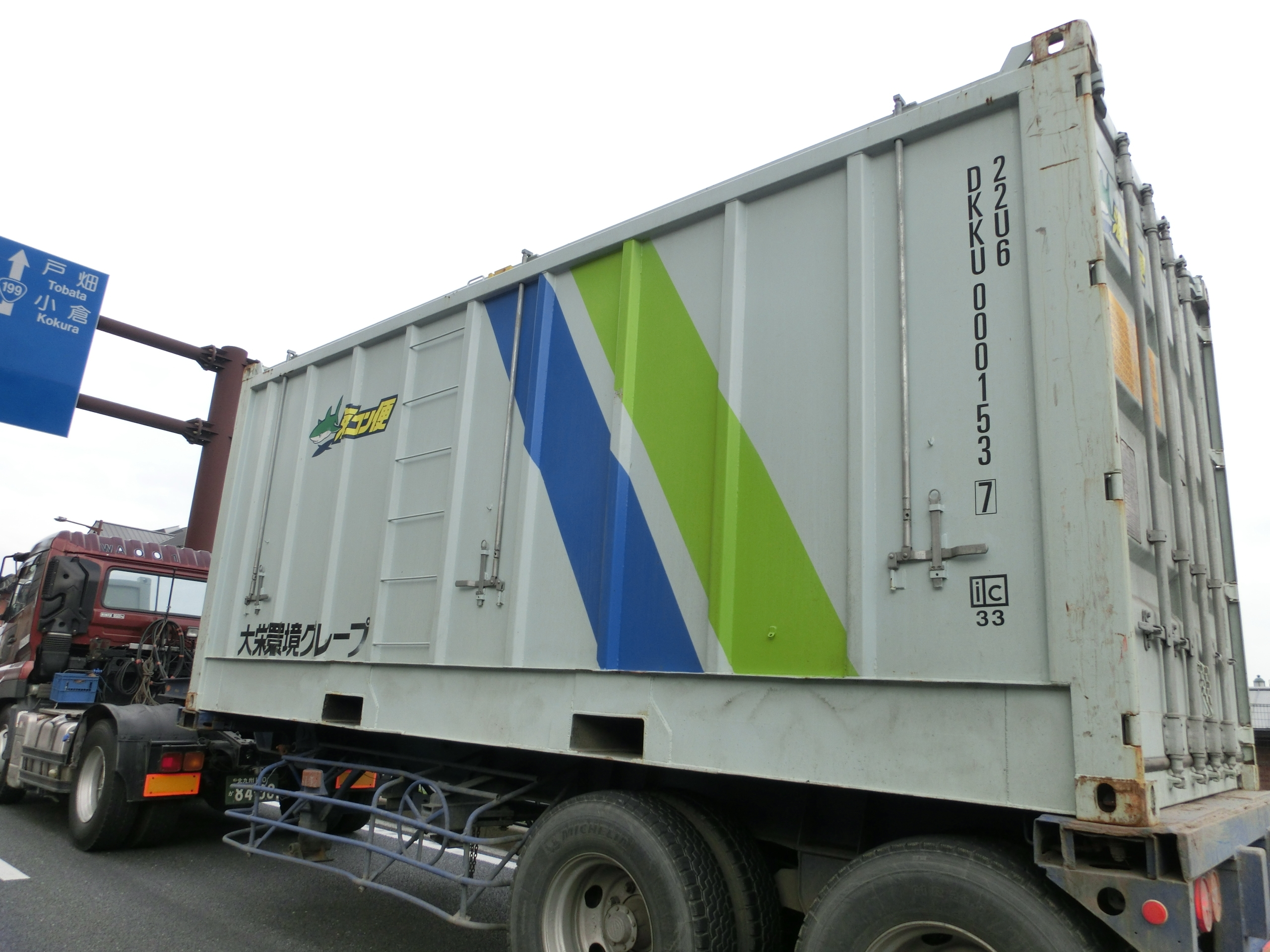
宮城県石巻市 ⇔ 福岡県北九州市地域で、東北地方太平洋沖地震で発生した震災がれきの、密閉輸送専用に新たに導入された、内航専用のハードトップ・コンテナ。
福岡県／門司港地区にて、2013年2月9日撮影。

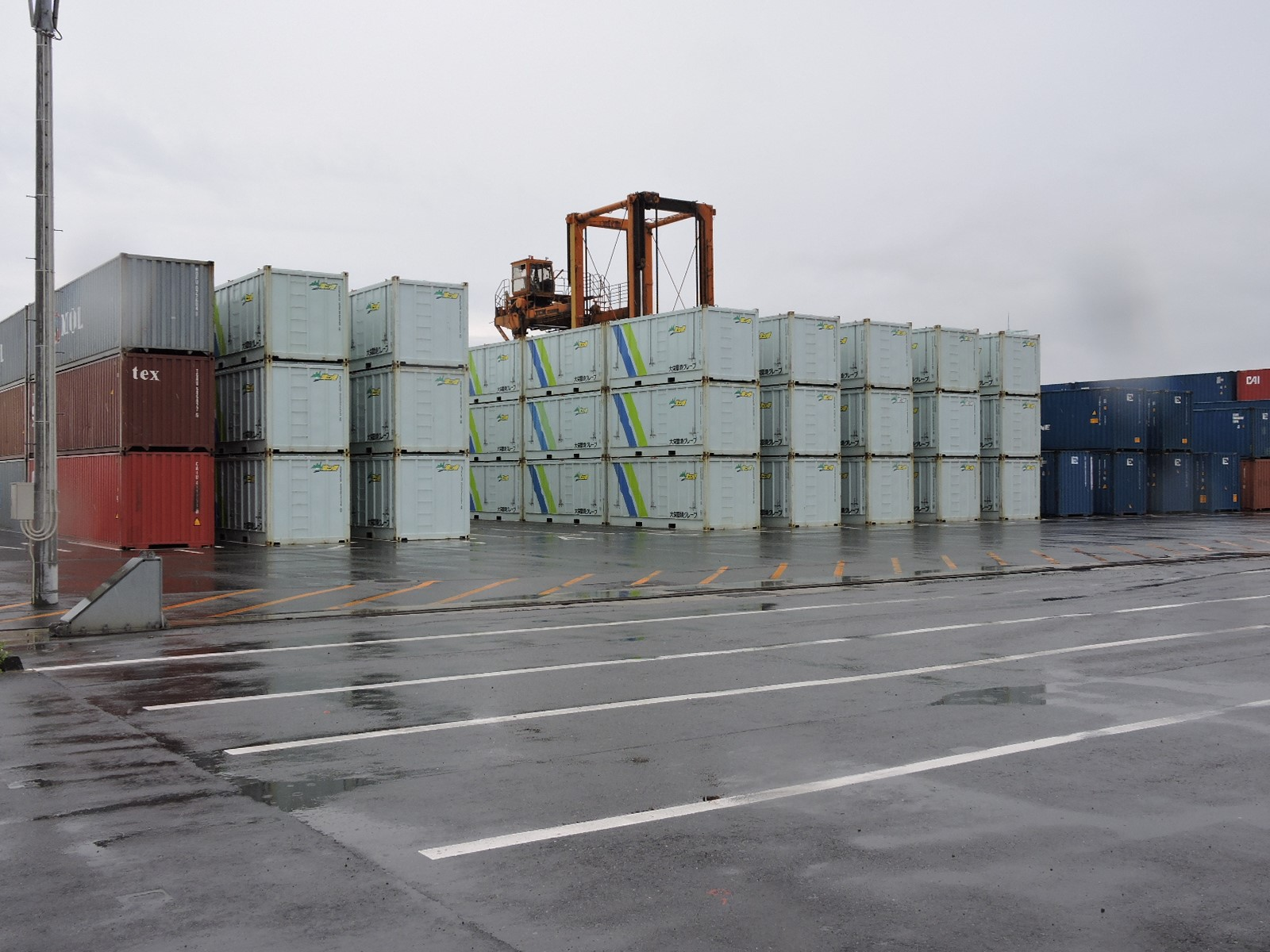
『平成28年熊本地震』で発生した大量の災害廃棄物を、三重総合リサイクルセンターで広域処理するために、『東日本大震災』がれき輸送終了後に待機状態となっていた、ハード・トップ・コンテナ（薄い水色コンテナ）を再利用した輸送。
熊本港コンテナターミナルで、三段積みされた風景。
（2016年8月26日撮影）

## 沿革
- 1979年　大阪府和泉市納花町に大栄環境株式会社を設立
- 1980年　三重中央開発株式会社設立
- 1980年　納花埋立処分場（管理型）営業開始
- 1983年　健裕開発株式会社設立（現三重中央開発株式会社加茂リサイクルセンター）
- 1984年　三重総合リサイクルセンター埋立処分場（管理型）営業開始
- 1984年　西宮支店開設
- 1984年　加茂リサイクルセンター開設
- 1986年　鳴尾浜建設廃材リサイクルセンター（RDF製造工場）営業開始
- 1987年　加茂リサイクルセンター埋立処分場（管理型）営業開始
- 1988年　納花埋立処分場（管理型）埋立完了
- 1989年　三重総合リサイクルセンター（サーマルリサイクル・乾燥施設）営業開始
- 1990年　松尾寺残土処分場営業開始
- 1991年　三木リサイクルセンター開設
- 1991年　久井中継保管センター営業開始
- 1993年　鳴尾浜建設廃材リサイクルセンター（焼却施設）竣工
- 1994年　株式会社美興エンジニアリング設立
- 1994年　三木リサイクルセンター埋立処分場（管理型）営業開始
- 1994年　株式会社摂津、株式会社摂津清運グループ参入
- 1994年　有限会社阪神油化工業所グループ参入（2010年に大栄環境株式会社と合併）
- 1995年　平井埋立処分場（安定型）営業開始
- 1995年　粉河埋立処分場（安定型）営業開始
- 1996年　農事組合法人インフィニティファーム上野設立
- 1996年　株式会社コンポストジャパン設立（2015年に三重中央開発株式会社と合併）
- 1997年　芦屋営業所開設
- 1998年　大阪・泉州建廃処理事業協同組合設立（2022年に大栄環境株式会社と合併）
- 1998年　粉河リサイクルセンターを開設
- 1998年　三木リサイクルセンター（サーマルリサイクル施設）営業開始
- 1998年　三重総合リサイクルセンター（選別・破砕施設）竣工
- 1998年　ISO14001 認証取得（三木・三重総合リサイクルセンター）
- 1999年　「和泉リサイクル環境公園」スポーツエリアプレオープン
- 1999年　「農事組合法人ねぎぼ～ず」に名称変更（旧農業法人インフィニティファーム上野）
- 1999年　三重総合リサイクルセンター（家電リサイクル工場）営業開始
- 1999年　三木リサイクルセンター（OA機器リサイクル工場）営業開始
- 1999年　ISO14001 認証取得（尼崎リサイクルセンター）
- 2000年　加茂リサイクルセンター（石膏ボードリサイクル施設）営業開始
- 2000年　三重総合リサイクルセンター（容器包装リサイクル施設）営業開始
- 2001年　「和泉リサイクル環境公園」花の農場エリアオープン
- 2001年　三重中央開発株式会社　本社新社屋竣工
- 2001年　三重総合リサイクルセンター（焙焼炉施設・家電大型倉庫）竣工
- 2001年　大栄環境グループ本部を神戸市東灘区に移転
- 2001年　株式会社クリーンステージを共同出資により設立
- 2001年　六甲エコプラザ（中継保管施設）営業開始
- 2002年　株式会社丸与商店グループ参入
- 2003年　大栄環境株式会社　本社新社屋及び和泉エコプラザ竣工
- 2003年　株式会社GE（現：DINS関西株式会社）を共同出資により設立
- 2003年　株式会社GE（現：DINS関西株式会社）　資本金12億円に増資
- 2003年　平井埋立処分場（管理型）営業開始
- 2004年　大栄環境運輸株式会社設立
- 2004年　三重総合リサイクルセンター（製鋼原料製造施設）営業開始
- 2004年　バイオエタノール・ジャパン・関西株式会社設立（大成建設株式会社、丸紅株式会社、サッポロビール株式会社、東京ボード工業株式会社と大栄環境株式会社の共同出資会社）
- 2004年　ISO14001 認証取得（本部・六甲エコプラザ）
- 2004年　ISO14001 認証取得（和泉エコプラザ）
- 2004年　堺臨海総合リサイクルセンター（株式会社GE）営業開始
- 2004年　鳴尾浜建設廃材リサイクルセンター（RPF製造施設）営業開始
- 2005年　三重総合リサイクルセンター（硫酸ピッチ処理施設）竣工
- 2005年　三重総合リサイクルセンター（排水濃縮結晶化設備）竣工
- 2005年　バイオエタノール・ジャパン・関西株式会社　資本金4.8億円に増資
- 2005年　三重総合リサイクルセンター（バイオマスガス化発電施設）営業開始
- 2005年　三木リサイクルセンター（RPF製造施設）営業開始
- 2005年　ガス化溶融施設（株式会社クリーンステージ）営業開始
- 2005年　三重総合リサイクルセンター処分場（管理型）増設
- 2005年　株式会社ディンズ環境分析センター設立
- 2005年　ISO14001認証取得（加茂リサイクルセンター）
- 2006年　三重総合リサイクルセンター（ジオメルト無害化施設）営業開始
- 2006年　株式会社クリーンステージ　資本金15億円に増資
- 2006年　三木リサイクルセンター槙谷処分場（管理型）営業開始
- 2007年　代表取締役の役付変更（代表取締役会長：下地一正、代表取締役社長：金子文雄就任
- 2007年　株式会社RAC関西の運営に参画
- 2007年　株式会社グリーンアローズホールディングスに出資
- 2008年　株式会社ウィングが大栄環境ホールディングス株式会社に社名変更
- 2008年　ISO14001認証取得（粉河リサイクルセンター）
- 2008年　ISO14001認証取得（西宮リサイクルセンター）
- 2008年　神戸市中間処理業（選別）許可取得
- 2009年　株式会社神戸ポートリサイクル 出資及び運営参画
- 2009年　株式会社大栄環境ホールディングス 代表取締役会長に下地一正、代表取締役社長に金子文雄が就任
- 2010年　大栄環境株式会社に有限会社阪神油化工業所が吸収合併、名称を大栄環境株式会社　阪神油化事業所に変更
- 2010年　株式会社美興エンジニアリングが大栄環境エンジニアリング株式会社に社名変更
- 2011年　バイオエタノール・ジャパン・関西株式会社 グループ参入
- 2011年　株式会社GE グループ参入
- 2011年　株式会社RAC関西 グループ参入
- 2011年　バイオエタノール・ジャパン・関西株式会社と株式会社RAC関西が合併、株式会社DINS堺に社名変更
- 2012年　「熱回収施設設置者」認定取得（株式会社DINS堺）
- 2012年　DINS運輸株式会社設立
- 2012年　「熱回収施設設置者」認定取得（三重リサイクルセンター）
- 2013年　有限会社芦屋浄水 グループ参入
- 2013年　「小型家電リサイクル法」再資源化事業計画 認定取得（大栄環境株式会社）
- 2013年　「熱回収施設設置者」認定取得（三木リサイクルセンター）
- 2014年　「小型家電リサイクル法」再資源化事業計画 認定取得（三重中央開発株式会社）
- 2014年　株式会社リサイクル・アンド・イコール グループ参入
- 2015年　粉河リサイクルセンター 安定型最終処分場廃止
- 2015年　三重リサイクルセンター処分場（管理型）増設
- 2015年　三重中央開発株式会社と株式会社コンポストジャパンが合併
- 2015年　メジャーヴィーナス・ジャパン設立
- 2016年　株式会社総合農林　グループ参入[1]
- 2016年　大栄環境株式会社　トライアール事業所開設（アルミ缶リサイクル事業）
- 2016年　ECOグループ（株式会社近畿環境開発、有限会社プラテック、有限会社エコプロ、北都株式会社）グループ参入[2]
- 2016年　熊本地震による災害廃棄物処理実施
- 2016年　三重中央開発　伊賀市と災害廃棄物処理に関する基本協定締結
- 2017年　御坊リサイクルセンター 開設
- 2017年　株式会社ジオレ・ジャパン出資及び運営参画
- 2017年　三基開発株式会社 グループ参入
- 2017年　京都リサイクルセンター処分場（管理型）増設
- 2017年　和歌山リサイクルセンター　開設[3]
- 2022年　東京証券取引所プライム市場に株式を上場
- 2024年  女子プロサッカークラブチーム「INAC神戸レオネッサ」の全株式を取得し、連結子会社とすることを発表[4]。

## グループ会社・リサイクル拠点
- 大栄環境株式会社
  - 和泉リサイクルセンター
  - 粉河リサイクルセンター
  - 西宮リサイクルセンター
  - 三木リサイクルセンター
  - 六甲リサイクルセンター
  - 御坊リサイクルセンター
  - 和歌山リサイクルセンター
  - トライアール事業所
- 三重中央開発株式会社
  - 三重リサイクルセンター
  - 京都リサイクルセンター
- 株式会社摂津
- 株式会社摂津清運
  - 尼崎リサイクルセンター
- DINS関西株式会社
  - GE事業所
  - RAC事業所
  - バイオエタノール事業所
  - R&E事業所
- 株式会社共同土木
- 株式会社セーフティーアイランド
- 株式会社総合農林
- 株式会社ディンズ環境分析センター
- 株式会社丸与商店
- 有限会社芦屋浄水
- 株式会社クリエイトナビ
- 三基開発株式会社
- 京都かんきょう株式会社
- 福知山ゴルフ株式会社
- 株式会社ソフトウェアトータルサービス
- 株式会社大栄環境総研
- 株式会社東北エコークリーン
- 大栄アメット株式会社
- DINS北海道株式会社
- 株式会社プラファクトリー
- DINSみらい株式会社

## パートナー企業
- 株式会社ジオレ・ジャパン
- メジャーヴィーナス・ジャパン株式会社
- 株式会社クリーンステージ
- 株式会社神戸ポートリサイクル
- 株式会社アイエスブイ・ジャパン
- 株式会社グローバル・エンバイロメンタル・テクノロジー
- 近江八幡エコサービス株式会社
- 株式会社エコクリーン大和郡山
- 株式会社グリーンアローズホールディングス
- 株式会社グリーンアローズ関西
- 株式会社コウキ
- 資源循環システムズ株式会社
- 新エネルギー供給株式会社
- かけがわ報徳パワー株式会社

## 受賞歴
- 環境コミュニケーション大賞(第11回) - 環境報告優秀賞[5]

## 協賛
- 大栄環境グループpresents 全国高校野球選手権大会中継（ABCラジオ）
  - 2014年の第96回大会から提供を開始。2016年の第98回大会からは「特別協賛社」扱いで、関西地方に本社を置く他の企業との共同協賛に移行している。
- 選抜高等学校野球大会（MBSラジオ）
  - 2015年の第87回大会から、直前番組と決勝の中継を単独で提供。
- MBSこども音楽コンクール（MBSラジオ）
  - 2023年4月から提供を開始（2021年4月から単独で協賛してきたデンタルプロと共同で提供）。